# 矿机厂专家宿舍
矿机厂专家宿舍，位于山西省太原市杏花岭区敦化坊街道矿机社区矿机厂宿舍一小区，为太原矿机宿舍历史文化街区的一部分。

## 保护
2011年12月31日，矿机厂专家宿舍公布为第三批太原市文物保护单位。